# 8822 Shuryanka
8822 Shuryanka este un asteroid din centura principală de asteroizi.

## Descriere
8822 Shuryanka este un asteroid din centura principală de asteroizi. A fost descoperit pe 1 septembrie 1987 la Observatorul de Astrofizică din Crimeea de Liudmila Karacikina. El prezintă o orbită caracterizată de o semiaxă mare de 2,53 ua, o excentricitate de 0,26 și o înclinație de 3,0° în raport cu ecliptica.